# ノット・オーケー
『ノット・オーケー』（原題: I Am Not Okay with This、アイ・アム・ノット・オーケー・ウィズ・ディス）は、2020年に配信されたアメリカ合衆国のコメディドラマシリーズ。超能力に目覚めた冴えない高校生の生活を描く。チャールズ・フォースマンの同名コミックを原作に、ジョナサン・エントウィッスル、クリスティ・ホールが企画・制作、ソフィア・リリス、ワイアット・オレフらが出演した。2020年2月26日、Netflixが全世界に配信した。続編が計画されていたがCOVID-19の流行の影響によりシーズン1で打ち切りとなった。

## あらすじ
冴えない高校生活を送っているシドニー・ノヴァクは、様々な問題を抱え落ち込んでいる。そんな時、突然謎の超能力に目覚め、悩みはますます複雑になっていく。

## キャスト

### メイン
シドニー・ノヴァク
演 - ソフィア・リリス、吹 - 近藤唯
17歳の高校生。超能力を使える。
スタンリー・”スタン”・バーバー
演 - ワイアット・オレフ、吹 - 陣谷遥
シドニーの友達。
ディナ
演 - ソフィア・ブライアント、吹 - 廣田悠美
シドニーの親友。
マギー・ノヴァク
演 - キャスリーン・ローズ・パーキンス、吹 - 久嶋志帆
シドニーの母。

### リカーリング
ブラッドリー・”ブラッド”・ルイス
演 - リチャード・エリス、吹 - 松浦義之
Mr. File
演 - デヴィッド・テューン、吹 - 近藤唯
高校の科学教師。
リッキー
演 - ザカリー・S・ウィリアムズ、吹 - 結城あくつ
ブラッドの親友。
リアム・ノヴァク
演 - エイダン・ヴォイタク＝ヒッソン、吹 - 山崎智史
シドニーの弟。

## エピソード
| 通算 話数 | タイトル                                          | 監督               | Teleplay by                     | 公開日        |
| --------- | ------------------------------------------------- | ------------------ | ------------------------------- | ------------- |
| 1         | "日記さんへ..." "Dear Diary..."                   | Jonathan Entwistle | Jonathan Entwistle Christy Hall | 2020年2月26日 |
| 2         | "流れに身を任せ" "The Master of One F**k"         | Jonathan Entwistle | Christy Hall                    | 2020年2月26日 |
| 3         | "パーティーは終わった" "The Party's Over"         | Jonathan Entwistle | Liz Elverenli                   | 2020年2月26日 |
| 4         | "キミだけの指導者" "Stan by Me"                   | Jonathan Entwistle | Tripper Clancy                  | 2020年2月26日 |
| 5         | "平和な一日" "Another Day in Paradise"            | Jonathan Entwistle | Tripper Clancy                  | 2020年2月26日 |
| 6         | "カエルの子はカエル" "Like Father, Like Daughter" | Jonathan Entwistle | Christy Hall                    | 2020年2月26日 |
| 7         | "誰にも言えない秘密" "Deepest, Darkest Secret"    | Jonathan Entwistle | Christy Hall Jenna Westover     | 2020年2月26日 |

## 製作
2018年12月12日、Netflixが本作の製作を発表した。撮影は2019年6月にピッツバーグで開始した。ペンシルベニア州ブラウンズビルが主なロケ地となり、ウィルマーディングのウェスチングハウス・アーツ・アカデミー・チャータースクールが高校の外観として使用された。

## 評価

### 批評
本作は批評家から好意的な評価を受けている。本作は批評集積サイトのRotten Tomatoesに65件のレビューがあり、批評家支持率は86%、平均点は10点満点で6.82点となっている。また、Metacriticには16件のレビューがあり、加重平均値は68/100となっている。